# حوادث سلامة الأغذية في تايوان
حظيت حوادث سلامة الأغذية في تايوان باهتمام إعلامي دولي.

## 2011: استخدام الملدنات في المنتجات الغذائية
كانت الحادثة الرئيسية المتعلقة بسلامة الغذاء في تايوان هي استخدام مادة دي إي إتش بي الملدنة لتحل محل زيت النخيل في الأطعمة والمشروبات كعامل تعكير. وقد ارتبطت المادة الكيميائية بمشاكل النمو عند الأطفال لأنها تؤثر على الهرمونات.
وتشمل الأطعمة المتأثرة المشروبات، وعصائر الفاكهة، والخبز، والمشروبات الرياضية، والشاي، والمربى.
بعد عامين من التحقيقات، فرضت الحكومة التايوانية غرامات بقيمة 1.2 مليون دولار تايواني (حوالي 40 ألف دولار أمريكي) على 37 شركة، أو ما يزيد قليلاً عن 1000 دولار أمريكي لكل شركة.

### التاريخ
في منتصف مايو 2011، أفادت سلطات جمهورية الصين (ROC) أن شركتين تايوانيتين، شركة يو شين الكيميائية المحدودة وشركة بين هان للعطور، كانتا تستخدمان دي إي إتش بي في عوامل التعتيم التي تصنعها الشركتان. وقد تم استخدام هذا كبديل لزيت النخيل في عوامل التعتيم كوسيلة لخفض التكلفة وتحسين الأرباح. ومع ذلك، تدعي شركة وي تي الكيميائية، وهي شركة مصنعة لعوامل التعتيم، أن «السبب وراء ميل معظم الشركات إلى استخدام عوامل التعتيم غير القانونية لم يكن بسبب السعر، بل فترات الحفظ الطويلة والتأثير الجمالي لاستخدام المنتجات المخلوطة بدي إي إتش بي.»
في أواخر شهر مايو، بدأت حكومة جمهورية الصين في مصادرة المنتجات الملوثة (المُلوَّثة بدي إي بي سي) وأعلنت حظر تصديرها. وفي وقت لاحق، تم توسيع قائمة فحوصات السلامة الحكومية لتشمل الشراب والأقراص والمعجنات والمساحيق. وبحلول 27 مايو 2011، «تم سحب ما يصل إلى 465،638 زجاجة من المشروبات الملوثة بدي إي إتش بي من أرفف المتاجر. كما تم إزالة ما يصل إلى 270،822 صندوقًا و68،924 عبوة من البروبيوتيك المجفف و28،539 كيلوجرامًا من عصائر الفاكهة ومربى الفاكهة والمسحوق والشراب ومسحوق الزبادي من الأرفف»، وفقًا لتحالف إيكو ويست وتقرير من إدارة الغذاء والدواء في تايوان.
اعتبارًا من منتصف يونيو، تم سحب ما يقرب من 900 منتج من ما يقرب من 40 ألف بائع تجزئة في تايوان. وخلصت بعض التقارير الإعلامية، بما في ذلك في مجلة ذي إيكونوميست، إلى أن سمعة تايوان السابقة كدولة تصنيع أغذية موثوقة وآمنة قد تضررت.
زعم المدعون العامون التايوانيون أن إحدى الشركات، يو شين، في قلب الأزمة استخدمت 5 أطنان من دي إي إتش بي كل شهر لتصنيع عوامل التعتيم التي تم توريدها لشركات تصنيع الأغذية ومحلات المعجنات. كان هناك 95 شركة تصنيع تايوانية استخدمت مكون دي إي إتش بي. كما استخدمت 244 شركة تصنيع مكونات إضافية أيضًا دي إي إتش بي.

### ردود الفعل

#### محليا
في عام 2011، صرح ما يينغ جيو أن وحدات الصحة الحكومية أطلقت أكبر حملة على الإطلاق في البلاد لتأمين سلامة الغذاء من خلال فحص ما يصل إلى 16،000 من مصنعي الأغذية ومنافذ البيع، وإزالة أكثر من 20،000 من المواد الغذائية والمشروبات المشتبه في تلوثها بإتش إي إتش بي من أكشاك البيع.
قام مسؤولو الصحة بتفتيش أكثر من 14 ألف بائع ومتجر للمواد الغذائية في جميع أنحاء الجزيرة، وأزالوا أكثر من 20 ألف منتج من على الرفوف.
تعرض ما لانتقادات من قبل الحزب الديمقراطي التقدمي المعارض بسبب تعامله مع الفضيحة. دفع المتحدث باسم المعارضة لين يو تشانغ إدارة ما ينج جيو للخروج بـ«يوم د» جديد لمكافحة الخوف الوطني من الملدنات. انتقد الكومينتانغ الحزب الديمقراطي التقدمي لعدم قدرته على اكتشاف دي إي إتش بي أثناء وجوده في السلطة. وأشاروا إلى أن المشرع في الحزب الديمقراطي التقدمي هوانغ سو ينغ تحدث ضد وضع دي إي إتش بي على قائمة مراقبة الفئة 1 لوكالة حماية البيئة الأمريكية للمواد السامة. كما زعم المشرع في الحزب القومي الصيني تشيو يي أن الحزب الديمقراطي التقدمي كان له علاقات مع مالك شركة يو شين، لاي تشون تشيه. كما زعم نجل لاي على صفحته على فيسبوك أن دي إي إتش بي لم يكن مسؤولاً عن السرطان، على عكس الدراسات التي أظهرت خلاف ذلك.

#### دوليا
في عام 2011، حظرت السلطات الصينية 812 منتجًا من القائمة الأصلية المكونة من 22 منتجًا من تايوان. وشمل ذلك المشروبات الرياضية والشاي والمربى والعصائر والمشروبات الأخرى. قامت الصين لاحقًا بترقية القائمة المحظورة لتغطية 1004 منتجًا.
في هونغ كونغ، بدأت السلطات في مراقبة سكانها بحثًا عن مشاكل صحية متعلقة بالتلوث. وحظرت نوعين من المشروبات الرياضية التايوانية تسمى سبيد. وذكر وزير الصحة في هونغ كونغ يورك تشاو أنه نظرًا لأن تناول المادة المسرطنة يشكل خطرًا على الصحة، فقد أيد الحظر التام لعامل دي إي إتش بي. وفي ماكاو المجاورة، وجدت السلطات الصحية أن مضاد الحموضة تعليق السكرات ثبتت إيجابيته لدي آي بي بيه وأصدرت لاحقًا إشعارًا بالسحب للمستوردين والصيدليات المحلية. أخطرت شركة الكيمياء والصيدلة القياسية تجار التجزئة لديها بسحب المنتج من الأرفف في تايوان وماكاو.
اكتشفت السلطات الماليزية أن بعض منتجات شاي الفقاعات ملوثة بدي إي إتش بي وتم توجيه المستوردين بوقف الاستيراد والتوقف عن توزيع المنتجات في ماليزيا.
حظرت السلطات في الفلبين المنتجات المتأثرة بدي إي إتش بي وأجرت تحقيقات مع المستوردين للتأكد من سحب المنتجات المتأثرة. كما حظرت فيتنام وكوريا الجنوبية استيراد المنتجات التايوانية المتأثرة.
في الولايات المتحدة، قامت شركة رانش ماركت 99، التي يقع مقرها في كاليفورنيا، وهي واحدة من أكبر سلاسل البقالة الآسيوية في البلاد، بإزالة المشروبات الملوثة بالملدنات المستوردة من تايوان من على أرفف المتاجر.

## 2013: غش زيت الطهي ووضع العلامات التجارية الخاطئة عليه
في أكتوبر 2013، حدثت فضيحة في تايوان تتعلق بوجود الكلوروفيلين في زيت الطهي. وكشفت التحقيقات اللاحقة عن انتشار الغش ووضع علامات خاطئة على منتجات زيت الطهي المباعة في تايوان. وأثرت الفضيحة الناتجة على العديد من المنتجات، حتى خارج زيت الطهي، مثل حبوب الصحة والمشروبات الكحولية والحليب والأرز.

### الشركات المعنية

#### شركة مصنع تشانغ تشي للمواد الغذائية
استخدمت شركة مصنع تشانغ تشي للمواد الغذائية (بالصينية: 大統長基) الكلوروفيلين النحاسي، وهو عامل تلوين غير قانوني لزيت الطهي، في زيت الزيتون الخاص بها، كما غششت زيت الطهي عالي الجودة زيت بذر الكتان الأرخص. وقد غُرِّمت الشركة بمبلغ 28.6 مليون دولار تايواني وفقًا لقانون الصرف الصحي الغذائي بعد أن وجدت السلطات أن منتجاتها مغشوشة. في ديسمبر 2013، حُكم على رئيس الشركة كاو تشن لي بالسجن لمدة 16 عامًا لدوره في الفضيحة. كما طُلب من الشركة دفع غرامة إضافية قدرها 50 مليون دولار تايواني. تم إلغاء غرامة قدرها 1.85 مليار دولار تايواني فرضها مكتب الصحة العامة لمقاطعة تشانجهوا في يوليو 2014 لأن كاو واثنين من المسؤولين التنفيذيين الآخرين للشركة قد تم سجنهم بالفعل. صرح كاو تسونغ هسين من لجنة الاستئناف الإدارية بوزارة الصحة والرفاهية:
وبما أن محكمة مقاطعة تشانجهوا أصدرت عقوبة ضد رئيس مجلس إدارة الشركة، كاو تشنغ لي [في ديسمبر من العام الماضي]، فقد قرر أعضاء اللجنة إلغاء الغرامة البالغة 1.85 مليار دولار تايواني وفقاً للمادة 26 من قانون العقوبات الإدارية.— 

#### شركة فلافور فول فود المحدودة
اتُهمت شركة فلافور فول فود المحدودة (بالصينية: 富味鄉食品股份有限公司) بخلط زيت بذرة القطن الأرخص بزيوت طهي أكثر تكلفة لزيادة أرباحها. في 26 أكتوبر 2013، اعترفت الشركة بأخطائها من خلال مسؤولي الصحة. قامت الشركة بغش 24 من منتجاتها المباعة في تايوان بزيت بذرة القطن الأرخص، وأضافت أيضًا عوامل نكهة إلى أحد منتجات زيت الفول السوداني. تم تغريم الشركة 8 ملايين دولار تايواني جديد عن 25 انتهاكًا. حُكم على الرئيس السابق وشقيقه بالسجن لمدة 16 شهرًا لكل منهما وأُمر بدفع 25 مليون دولار تايواني جديد في سبتمبر 2014. كما أُمرت الشركة نفسها بدفع غرامة إضافية قدرها 5 ملايين دولار تايواني جديد.

#### شركة فورموزا لمعالجة البذور الزيتية
تم اكتشاف أن شركة فورموزا لمعالجة البذور الزيتية. (بالصينية: 福懋油) قد تعمدت وضع علامات خاطئة على ستة خلطات من زيت الطهي على أنها زيوت زيتون نقية. أصدر المدير العام للشركة اعتذارًا قال فيه إن الشركة ستتوقف عن بيع زيت الزيتون في عبوات صغيرة. تم تغريم الشركة بمبلغ 15 مليون دولار تايواني.

#### شركة جينهيربس للتكنولوجيا الحيوية
تبين أن حبوب إنقاص الوزن التي تنتجها شركة جينهيربس للتكنولوجيا الحيوية (بالصينية: 菁茵荋生物科技) تحتوي على عقاقير غير مصرح بها. يحتوي منتج الحبوب المسمى ويلسليم بلس+ على مادة سيتيليستات، وهي مثبطات لليباز مصممة لعلاج السمنة.

#### شركة سينغ لين للأغذية
في أوائل نوفمبر، تم العثور على كلوروفيلين نحاس الصوديوم في وو مو (بالصينية: 五木) نودلز رامين السبانخ المطهوة على البخار المصنعة من قبل شركة سينغ لين للأغذية (بالصينية: 興霖).

#### شركة تايسون إنتربرايس
في 20 نوفمبر 2013، أكدت إدارة الغذاء والدواء في تايوان التابعة لوزارة الصحة والرعاية الاجتماعية أن زيت بذور العنب الذي تنتجه شركة تايسون إنتربرايس (بالصينية: 泰山) يحتوي على مركب الكلوروفيلين النحاسي المحظور كمضاف غذائي.

#### شركة تا لين للكحول
في 28 أكتوبر 2013، تبين أن محتويات 11 من أصل 12 منتجًا كحوليًا تصنعها شركة تا لين للكحول (بالصينية: 大聯製酒工業公司) لا تتطابق مع المكونات المدرجة على ملصقاتها كما أعلنت إدارة المالية في حكومة مقاطعة تشانجهوا. تم تغريم الشركة بمبلغ 5.5 مليون دولار تايواني.

#### مجموعة تينغ هسين الدولية
تم توجيه الاتهام إلى رئيس مجموعة تينغ هسين الدولية (بالصينية: 頂新集團) في أوائل نوفمبر 2013 بتهمة الاحتيال بسبب وضع علامات خاطئة على المنتجات وانتهاك قانون صحة الأغذية فيما يتعلق بالزيت المغشوش الذي تم شراؤه من شركة مصنع تشانغ تشي للمواد الغذائية.

#### شركة وي تشوان للأغذية
تبين أن شركة وي تشوان للأغذية (بالصينية: 味全食品) متورطة في فضيحة زيت الطهي المغشوش. وقد قدم رئيس الشركة اعتذارًا علنيًا خلال مؤتمر صحفي في 5 نوفمبر 2013.

### ردود الفعل

#### الاستجابات المحلية
رئيس جمهورية الصين – في 23 أكتوبر 2013، تعهد الرئيس ما ينج جيو بتعزيز التفتيش على مصنعي الأغذية والمشروبات ومعاقبة أولئك الذين يقومون بتعديل المنتجات الغذائية بشدة. كما أمر وزارة الصحة والرعاية الاجتماعية بعقد مؤتمر وطني حول سلامة الأغذية في نوفمبر 2013 لمعالجة القضايا.
المجلس التنفيذي – أعلن المجلس التنفيذي أنه يقوم بتشكيل فريق مشترك لفحص ومراقبة سلامة الأغذية بين المجلس ووزارة الصحة والرعاية الاجتماعية ومجلس الزراعة.
وزارة الصحة والرعاية الاجتماعية في جمهورية الصين – في 23 أكتوبر 2013، قال الوزير تشيو وين تا إنه يتحمل المسؤولية الكاملة عن اتخاذ إجراءات صارمة ضد موردي الأغذية «ذوي القلوب السوداء».
- إدارة الغذاء والدواء في تايوان – في 29 أكتوبر، قال نائب رئيس إدارة الغذاء والدواء وو هسيو ينغ إن وزارة الصحة والعمال وضعت مسودة تعديلات قانونية لزيادة العقوبات المفروضة على أي غش غذائي. وسيتم زيادة الحد الأقصى للغرامات، بينما ستظل الغرامات الدنيا كما هي. وتسعى إدارة الغذاء والدواء في تايوان أيضًا إلى فرض عقوبات جنائية أشد على مصنعي الأغذية المغشوشة أو المقلدة مع فترات سجن أطول. كما سيتم منح مكافآت لأي شخص يبلغ عن مخالفات يكشف عن غش غذائي داخل شركته.[39]
- عقد نائب الوزير شيو مينج نينج مؤتمرا صحفيا مؤقتا في 30 أكتوبر 2013. كانت هناك قائمة تضم 37 منتجًا من زيوت الطهي، وكان من المقرر أن يجري مسؤولو وزارة الصحة والرعاية الاجتماعية تحقيقات مع الشركات المصنعة لأن المنتجات يشتبه في أنها تحتوي على مشاكل الأحماض الدهنية. تتألف القائمة من شركة تايسون إنتربرايس (بالصينية: 泰山)، ومجموعة تينغ هسين الدولية (بالصينية: 頂新集團)، وشركة السكر التايوانية (بالصينية: 台糖).[40]

صرح نائب وزير الشؤون الاقتصادية في جمهورية الصين وودي دوه أن مكتب التنمية الصناعية التابع لوزارة الشؤون الاقتصادية كان يراجع نظام ممارسات التصنيع الجيدة (GMP) وقد يطلب من الشركة المصنعة تقديم فواتير التصدير والاستيراد وإعلاناتها للسماح بالتفتيش الفوري لخط إنتاجها عندما تسعى للحصول على الشهادة. وقال إن وزارة الشؤون الاقتصادية ستضمن أن يكون نظام ممارسات التصنيع الجيدة ضمانًا للسلامة، وبدونه، سيتعرض المستهلكون للأطعمة غير الآمنة.
صرح وزير حماية البيئة في جمهورية الصين ستيفن شن في 28 أكتوبر 2013 أنه سيصدر تعليماته لفرق التنظيف المحلية بقبول وإعادة تدوير زجاجات الزيت التي لا تزال تحتوي على الزيت المغشوش.
الحزب الديمقراطي التقدمي – قال الرئيس السابق شيه مينج تيه في 24 أكتوبر 2013 إنه وأصدقائه سيرفعون دعوى قضائية جماعية ضد شركة فلافور فول فود للحصول على تعويضات عن منتجاتها الزيتية المغشوشة لأن زيت السمسم العضوي الذي يستخدمه منزله كان من الشركة. وسيتم التبرع بأي تعويض يتلقاه من الدعوى القضائية لمنظمات خيرية.

#### الصين
في البر الرئيسي للصين، رفع موزع أغذية في فوجيان دعوى قضائية ضد شركة مصنع تشانغ تشي للمواد الغذائية للمطالبة بالتعويض. أمرت شيامن بإزالة 40 ألف لتر من زيت الطهي الذي تصنعه الشركة من الأرفف وتكثيف عمليات التفتيش على منتجات الزيوت الصالحة للأكل التي يتم شراؤها من تايوان.

#### سنغافورة
أمرت حكومة سنغافورة في 22 أكتوبر 2013 موردي الأغذية السنغافوريين الذين يتعاملون مع شركات زيوت الطهي التايوانية المتورطة في فضيحة الأغذية بإيقاف شحناتهم.

#### الولايات المتحدة
في الولايات المتحدة، قامت المتاجر بإزالة جميع الأطعمة التايوانية الملوثة بالمواد الكيميائية وغيرها من المنتجات المشكوك فيها من على الرفوف.

## 2014: حادثة تسرب الزيت من المجاري

### فضيحة الزيوت المغشوشة في تايوان 2014
في سبتمبر 2014، بدأت تظهر تقارير عن غش زيت الطهي بزيت المجاري المعاد تدويره وأعلاف الحيوانات. وعلى الرغم من ظهوره للعلن فقط في عام 2014، إلا أن غش الأغذية الجماعي من قبل تكتلات الأغذية التايوانية تم قمعه لعقود من الزمن، وكانت أزمة سلامة الغذاء من بين أسباب الهزيمة الانتخابية للكومينتانغ في أواخر عام 2014. تأثر ما لا يقل عن 1256 شركة في فضيحة زيت المجاري.

### الحالة الأولى
ظهرت سلسلة الحوادث لأول مرة في 4 سبتمبر 2014، عندما تم اكتشاف أن زيت الطهي الملوث كان يتم إنتاجه بواسطة شركة تشانغ جوان (強冠企業) ومقرها كاوهسيونغ وتم تسميتها باسم زيت شحم الخنزير العطري تشوان تونغ (全統香豬油). تم اكتشاف أن الشركة مزجت زيت الطهي بزيت معاد تدويره وشحم ومنظف جلدي. تمت معالجة الزيت المعاد تدويره بواسطة مصنع غير مرخص في مقاطعة بينغتونغ مملوك لكو ليه تشنغ (郭烈成)، والذي يُزعم أنه اشترى الزيت من شركة إعادة تدوير النفايات هو هسين تي (胡信德)، التي يُطلق على مصنعها اسم شركة شون تي إنتربرايزز (順德企業行)، ويقع في منطقة دالياو في كاوهسيونج.
اشترت شركة تشانج جوان ما يصل إلى 243 طنًا من زيت النفايات المعاد تدويره على هيئة دهن الخنزير من مصنع بينجتونج، بدءًا من فبراير 2014. ثم قامت الشركة بتكرير زيت النفايات قبل خلطه بشحم الخنزير المعالج وبيع المنتج الملوث لموزعيها. تم جمع زيت النفايات المعاد تدويره من المطاعم، وكان يشمل أجزاء الحيوانات المهملة والدهون والجلد.
في 4 سبتمبر 2014، اعتذر رئيس شركة تشانغ جوان للجمهور. وأكد أن شركته لم تكن على علم بالأمر ولم تشتر الزيت الملوث عمدًا، وأن الزيت الذي اشترته الشركة من مصنع بينجتونج غير القانوني لم يكن أرخص من الزيت من موردي النفط الآخرين.
في الحادي عشر من سبتمبر 2014، كشفت التقارير أن شركة تشانج جوان استوردت أيضًا 87.72 طنًا من زيت شحم الخنزير المدرج زورًا للاستهلاك البشري من شركة جلوبال واي كورب المحدودة (金寶運貿易) ومقرها هونج كونج، ولكن كان الغرض منه في الواقع هو الاستخدام الحيواني فقط. منذ عام 2008، استوردت شركة تشانج جوان 56 دفعة من زيت شحم الخنزير تزن 2385.1 طنًا من هونج كونج، تم شراء حوالي 300 طن منها من شركة جلوبال واي كورب بين عامي 2011 و2014.
وذكرت جمعية تطوير ممارسات التصنيع الجيد للأغذية في تايوان (TFGMPDA) أن زيت الطهي الذي تنتجه شركة تشانغ جوان لم يحصل أبدًا على شهادة الممارسات التصنيعية الجيدة، على الرغم من أن جمعية تطوير ممارسات التصنيع الجيد للأغذية في تايوان أصدرت اعتذارًا قالت فيه إن خمس شركات أغذية فازت منتجاتها بشهادة الممارسات التصنيعية الجيدة استخدمت الزيت الملوث.
سحبت المدارس في جميع أنحاء تايوان جميع المنتجات التي تحتوي على الزيت الملوث من وجباتها المدرسية بعد اكتشاف أن 16 مدرسة تستخدم منتجات زيتية مغشوشة.
أدينت شركة تشانغ جوان بانتهاك قانون سلامة الغذاء والصرف الصحي وتم تغريمها 50 مليون دولار تايواني. تم القبض على يه وين هسيانج (葉文祥)، رئيس مجلس إدارة شركة تشانغ جوان، بتهمة الاحتيال بسبب دوره في الفضيحة.
بدأت إدارة الغذاء والدواء في تايوان في وقف استيراد زيت شحم الخنزير الصالح للأكل من هونج كونج إلى أجل غير مسمى في 11 سبتمبر.
في الأول من أكتوبر، كشف ممثلو الادعاء أنه بعد الاطلاع على نتائج المختبر، اعترف كيو ليه تشنغ بأن الزيت الذي باعه لشركة تشانغ جوان كان مخلوطًا بزيت الجثث وزيت المزاريب والشحوم ومنظف الجلود والزيت المعاد تدويره.
في 3 أكتوبر، استقال وزير الصحة والرعاية الاجتماعية تشيو وين تا في أعقاب الفضيحة.

### الحالة الثانية
في 9 أكتوبر 2014، بدأ المدعون العامون تحقيقًا في وحدة تابعة لمجموعة تينغ هسين الدولية (頂新國際集團) بشأن بيع زيت طهي ملوث مزعوم. قال المدعي العام تساي لي يي إن وحدة تينغ هسين، شركة تشينغ–آي للأغذية (正義股份有限公司)، تخضع للتحقيق بشأن خلط زيت علف الحيوانات بزيت الطهي ثم بيعه للاستهلاك البشري. كانت لشركة تشينغ–آي للأغذية حصة تقدر بنحو 80% من سوق شحم الخنزير والزيوت القائمة على شحم الخنزير في تايوان. تم توجيه الاتهام إلى وي ينغ تشونغ (魏應充)، الرئيس السابق لثلاث شركات تابعة لمجموعة تينغ هسين الدولية والثالث من بين الإخوة وي الأربعة الذين يسيطرون على التكتل، سابقًا بتهمة الاحتيال كجزء من تحقيق في فضيحة الغذاء في تايوان عام 2013.
بعد الكشف عن هذه المعلومات، قاطع الجمهور التايواني منتجات تينغ هسين، حيث رفضت عدد من الحكومات المحلية والمطاعم والأسواق التقليدية والمدارس استهلاك منتجات التكتل. في 16 أكتوبر، أعلنت تينغ هسين أنها ستغادر سوق النفط في تايوان وتتبرع بمبلغ 3 مليارات دولار تايواني جديد لسلامة الغذاء تحت إشراف رئيس مجموعة روينتكس المالية (潤泰集團) صموئيل يين.
في 17 أكتوبر، منحت محكمة مقاطعة تشانجوا طلبًا باحتجاز وي ينج تشونغ. في 21 أكتوبر، قال المدعون العامون وفقًا لمورد زيت تينج شين الفيتنامي داي هانه فوك، فإن غالبية زيت الأعلاف الحيوانية الذي تستورده تينج شين قد يُستخدم في السوق الصينية. وردًا على ذلك، دعا المستهلكون في الصين إلى مقاطعة موحدة ضد منتجات تينج هسين.
في نوفمبر، تم اختبار منتجات تينج هسين بحثًا عن العامل البرتقالي، حيث أبلغ مصدر لم يُكشف عن هويته السلطات أن الزيت الذي استورده تينج هسين من فيتنام قد يحتوي على آثار للسلاح المبيد للأعشاب.
حكمت محكمة مقاطعة كاوهسيونج بأن شركة تشنغ–آي للأغذية مدينة بتعويضات قدرها 9.36 مليون دولار تايواني.

### الحالة الثالثة
في 3 نوفمبر 2014، احتجز ممثلو الادعاء في تاينان لو تشينج هسيه، مالك شركة بيهي هاي للمأكولات الصالحة للأكل. وشركة هسيه تشينج. وزوجته لو هوانج لي هوا، للاشتباه في تصنيع زيت الطهي باستخدام زيت دون المستوى. وقال ممثلو الادعاء إن هسيه تشينغ اشترى شحم البقر وزيت نباتي صالحين للأعلاف الحيوانية من شركة تجارية، ثم زعم أنه خلط المكونات معًا لبيعها كزيت للطهي.

### الشركات المتضررة
وفقًا لإدارة الغذاء والدواء التايوانية، قام عدد من الشركات بتصنيع منتجات غذائية باستخدام الزيت الملوث، بما في ذلك العلامات التجارية المعروفة مثل شركة تايوان للسكر، وشركة في وونغ (味王)، وشركة تشي مي للأغذية المجمدة (奇美食品))، شركة شنغ هسيانغ جين للأغذية (盛香珍食品)، شركة جورميه ماستر (美食達人)، مجموعة ييلين (憶霖) وشركة هاودي للأغذية (好帝一食品有限公司) وما إلى ذلك. كما تأثرت سلاسل المطاعم والمحلات التجارية والمتاجر، مثل جود مورنينج (早安美芝城)، وو وا ما دامبلينغ هوم (五花馬)، ماجي دو ليفين (樂金食品)، يو جين جاي (玉珍齋) ومتجر كعكة لي هو (李鵠餅店) وبلاك بريدج للأغذية (黑橋牌食品) ومتجر كعكة لي جي (犁記餅店) وما إلى ذلك.
كانت شركة وي تشوان للأغذية (味全)، وهي شركة تابعة لمجموعة تينغ هسين الدولية، والتي سبق اتهامها باستخدام زيت طهي مغشوش في عام 2013، متورطة أيضًا في استخدام زيت طهي ملوث أنتجته شركة تشانغ جوان. انخفض سعر سهمها بعد أن أعلنت الشركة عن سحب 12 منتجًا مصنوعًا من الزيت المعاد تدويره: لحم الخنزير المعلب، وصلصات لحم الخنزير، ومعجون اللحم، وخيوط لحم الخنزير. ووعدت الشركة برد الأموال لعملائها. كما أدى إعلان السحب لاحقًا إلى انخفاض أسعار أسهم شركات أغذية أخرى ذات صلة.

### ردود الفعل

#### محليا
- أدلى الرئيس ما يينغ جيو بتصريح عام قال فيه إن فضيحة النفط حدثت بسبب التفتيش المتراخي لمصانع تصنيع الأغذية من قبل الحكومات المحلية، وحث البلديات المحلية على تعزيز عمليات التفتيش على تلك المرافق.[76] قال المتحدث باسم الحزب الديمقراطي التقدمي هوانج دي ينج إن الرئيس ما لا ينبغي أن يحول اللوم فقط إلى الحكومات المحلية حيث يُزعم أن شركة تشانغ جوان استوردت أيضًا أكثر من 2،400 طن من شحم الخنزير الصناعي من هونج كونج على مدى السنوات الست الماضية، دون اكتشاف أي مخالفات من قبل الحكومة المركزية.[77]
- وطالب رئيس مجلس الدولة جيانغ يي هوا مسؤولي المجلس التشريعي بضمان إزالة المنتجات الغذائية التي تحتوي على زيت الطهي المغشوش من أرفف المتاجر وإغلاقها. كما تعهد بمعاقبة أولئك الذين شاركوا في تصنيع الزيوت المعاد تدويرها بشدة، على الرغم من أنها تلبي معايير سلامة الغذاء.[78]
- ووصف نائب رئيس مجلس الدولة ماو تشي كو عملية بيع النفط المعاد تدويره من قبل شركة تشانغ جوان بأنها عمل إجرامي شنيع وطالب بأشد العقوبات على مرتكبيها.
- كلفت وزارة الصحة والرعاية الاجتماعية مجموعة من الخبراء بفحص الآثار الصحية المترتبة على استهلاك زيت الطهي غير القانوني. وأصدرت إدارة الغذاء والدواء في تايوان على الفور قائمة تضم 235 شركة أغذية في جميع أنحاء تايوان والتي ورد أنها اشترت منتجات الزيت الملوث. كما قاموا باختبار الزيت الملوث بحثًا عن أي معادن ثقيلة وأفلاتوكسين وبنزوبيريلين، والتي قد تسبب السرطان لدى البشر. ومع ذلك، فقد توصلوا إلى استنتاج مفاده أن المنتجات المصنوعة من الزيت الملوث لا تشكل أي آثار صحية فورية لأن 67% من الزيت لا يزال أصليًا، على الرغم من أن المواد المغشوشة المتبقية تتطلب فحصًا إضافيًا.[79]
- حث وزير الشؤون الاقتصادية وودي دوه شركات الأغذية التايوانية على زيادة مستوى تأهبها عند الحصول على المواد اللازمة لمنتجاتها وإجراء عمليات تفتيش في الموقع في مرافق إنتاج مورديها.[80] خطط مكتب التنمية الصناعية التابع للوزارة لتنفيذ نظام مراقبة كامل النطاق لتتبع مصادر المواد الخام والتحقق من جودة جميع المنتجات الغذائية النهائية والمعالجة لمنع وقوع حوادث مماثلة في المستقبل.[52]
- قام محققون من وزارة العدل بفحص الحسابات المصرفية للشركات والأفراد المتورطين في قضية النفط الملوث للتأكد من مصادرة كافة مكاسبهم غير المشروعة.
- قامت وزارة الدفاع الوطني بإزالة جميع المنتجات الغذائية التي قد تحتوي على الزيت الملوث من مخازنها العسكرية التي تخدم القوات المسلحة.
- قام مكتب التحقيقات الجنائية التابع لوكالة الشرطة الوطنية، برفقة مسؤولين بيئيين وصحيين، بمداهمة وتفتيش مصنع بينجتونج غير المرخص. ووجد المحققون أن الزيت منخفض الجودة المكرر من نفايات الطعام تم شراؤه من قبل العديد من الشركات الأخرى وإعادة تعبئته كزيت شحم لبيعه للعملاء، وكان من المتوقع أن يدخل ما لا يقل عن 200 طن من الزيت إلى السوق.[81]
- فرضت إدارة الصحة في حكومة مدينة كاوهسيونج غرامة قدرها 50 مليون دولار تايواني على شركة تشانغ جوان، وهي أعلى غرامة يمكن فرضها على المخالفين بموجب المادة 15–1 من قانون سلامة الغذاء والصرف الصحي (食品安全衛生管理法). كما أغلق مكتب التنمية الاقتصادية بالمدينة شركة شون تي إنتربرايزز بعد أن تبين أنها غير مسجلة.
- وقد حدثت احتجاجتان منفصلتان أمام المجلس التنفيذي، في 12 سبتمبر و17 أكتوبر، للمطالبة باستقالة جيانغ وما لاحقًا.[82][83]

#### دوليا
قامت الإدارة العامة لمراقبة الجودة والتفتيش والحجر الصحي بفحص سجلات الشركات والمطاعم المتأثرة بشكل دقيق. كما حذرت العملاء من توخي الحذر من المنتجات الغذائية التي قد تحتوي على الزيت الملوث.
صرح وزير الغذاء والصحة كو وينج مان أن حكومة هونغ كونغ سوف تتحقق مما إذا كان أي طعام مستورد إلى المنطقة يحتوي على أي زيت ملوث من تايوان. ستحاول السلطات تعقب المشترين للزيت الملوث. في 10 أكتوبر، أمرت السلطات الصحية بحظر كامل واستدعاء جميع الزيوت الحيوانية المستوردة من تايوان.
تعرضت حكومة ماكاو لانتقادات بسبب التفتيش المتراخي على واردات مكونات الأغذية، على الرغم من أن السلطات قالت في وقت سابق إن ما لا يقل عن 21 من مصنعي وتجار الأغذية المحليين كانوا يستخدمون الزيوت التي توفرها شركة تشانغ جوان.
طلبت إدارة الغذاء والدواء (الفلبين) من الشركات سحب المنتجات الغذائية التايوانية المشكوك فيها من على الرفوف وقالت إن الفلبين سوف تسرع في توقيع مذكرة تعاون مع تايوان لتعزيز عمليات فحص سلامة الأغذية.
أجرت هيئة الأغذية الزراعية والبيطرية في سنغافورة اختبارات على مواد غذائية مشبوهة مستوردة من تايوان. كما دفعت هذه الحادثة بعض تجار التجزئة في البلاد إلى طلب توضيحات من مورديهم التايوانيين. كما منعت وكالات السفر السنغافوريين من شراء منتجات ملوثة مشتبه بها في تايوان.

## 2014: الأصفر الميثيل في التوفو

### فضيحة التوفو المجفف وفول الصويا التايواني
في نوفمبر 2014، وجد أن منتجات التوفو المجفف (豆乾; دوغان) كانت ملوثة بصبغة صناعية، وهي الأصفر الميثيل (المعروف أيضًا باسم ثنائي الميثيل)، لمدة 20 عامًا تقريبًا. في ديسمبر 2014، وجد أن حتى التوفو العادي غير المصبوغ ملوث بمواد مسرطنة، مما أدى إلى سحب أكثر من 25000 كجم.
تم العثور على منتجات التوفو والتوابل من الشركات المصنعة التايوانية مغشوشة في أحدث سلسلة من الفضائح ذات الصلة التي بدأت في نوفمبر 2014. تم الكشف عن الفضيحة في البداية من قبل سلطات هونغ كونغ فيما يتعلق بالعديد من الأنواع المنكهة من التوفو المجفف المحفوظ، والتي تم سحبها بسبب تلوثها بصبغة الميثيل الصفراء الصناعية السامة، بعد أن أكد التحقيق أن هذا الغش كان مستمراً دون أن يتم اكتشافه لأكثر من 20 عامًا. تم تورط مورد رئيسي لـ 44 شركة مصنعة، مؤسسة تشين هسين (芊鑫實業社) في مدينة تاينان، كمصدر. على الرغم من حقيقة أنه يمكن غالبًا اكتشاف الميثيل الأصفر من خلال اللون (الأصفر الساطع)، اندلعت فضيحة أخرى في الأيام التالية فيما يتعلق بالتوفو العادي (أبيض أو لون الزيت، إذا تم قليها). كما تلوثت منتجات التوفو العادية بمادة مسرطنة. تم تعقب ما لا يقل عن 25760 كجم من مستحلب التوفو الملوث عمدًا إلى الموزع. في الأيام التالية، تم العثور أيضًا على عبوات توابل معكرونة الرامن ملوثة بالأصفر الميثيل، بما في ذلك بعض مصنعي الرامين الرئيسيين المشهورين الذين تورطوا سابقًا في فضائح زيت المجاري السابقة. يتم تصدير هذه المنتجات إلى جميع أنحاء العالم، بما في ذلك الولايات المتحدة وماليزيا وإندونيسيا وكندا وأستراليا وفيتنام وهونج كونج والصين، بشكل أساسي على أرفف متاجر الأغذية الآسيوية. اعتبارًا من 18 ديسمبر 2014، تم سحب 73 منتجًا متعلقًا بالتلوث بالأصفر الميثيل.